# Héctor Cabrera Llácer
Héctor Cabrera Llácer (Oliva, 1994) és un esportista valencià, medallista olímpic en atletisme adaptat als Jocs Paralímpics de Tòquio 2020 en la prova de llançament de javelina.

## Biografia
Cabrera pateix des de ben petit la malaltia de Stargardt, una degeneració ocular hereditària que li ha provocat una pèrdua d'agudesa visual progressiva.
El 2014 aconsegueix l'or a la prova de llançament de javelina (F12) al Campionat d'Europa d'Atletisme celebrat a Swansea (Gal·les). Dos anys més tard, el 2016 aconsegueix la medalla de plata a la mateixa prova ara a Grosseto (Itàlia) i participa per primera vegada a uns Jocs Paralímpics, els de Rio de Janeiro on aconsegueix una cinquena plaça en la prova de llançament de javelina (F12) i la huitena en llançament de pes (F12).
Al Campionat del Món de 2017 a Londres guanya el bronze en llançament javelina, el 2018 guanya l'or al Campionat d'Europa i el 2019 es fa amb la plata al Mundial de Dubai en la prova de javelina (F13) que li va valdre el rècord mundial F12.
L'any 2021 participa als seus segons Jocs Paralímpics a Tòquio i guanya el bronze en llançament de javelina (F13).